# Miraj Junior
Miraj Junior était un État princier des Indes, qui se constitua en 1820 sur une partie de la Principauté de Miraj qui venait de se scinder en deux États. Cet État fut dirigé par la branche cadette de la famille princière de Miraj, d'où son nom, et il subsista jusqu'en 1948. Cette principauté est aujourd'hui intégrée dans l'État du Karnataka.

## Liste des raos de Miraj Junior
- 1820-1845 Madhav Rao Ier
- 1845-1876 Lakshman Rao Ier
- 1876-1877 Harihar Rao II
- 1877-1899 Lakshman Rao II
- 1899-1948 Madhav Rao II (en)